# Melaab
Melaab (franska: Melaab (CR), Melaab (Commune Rurale), arabiska: اغريس السفلي) är en kommun i Marocko.   Den ligger i provinsen Errachidia och regionen Drâa-Tafilalet, i den nordöstra delen av landet, 300 km sydost om huvudstaden Rabat. Antalet invånare är 16 614.